# Зіннуров Ірек Хайдарович
Ірек Хайдарович Зіннуров (нар. 11 січня 1969 року в Якутську, СРСР) — російський спортсмен, політик. Ватерполіст, дворазовий призер Олімпійських ігор (2000 і 2004), призер чемпіонату світу та Європи, заслужений майстер спорту Росії, рухливий нападник. Депутат Державної думи VII скликання, член комітету Держдуми у справах СНД, євразійської інтеграції і зв'язків зі співвітчизниками, член фракції «Єдина Росія».

## Біографія
Вихованець казанської СДЮШОР № 8. Перший тренер — В. Горюнов. Випускник Сімферопольського державного університету (1992).
У 1994 році починав грати за волгоградський клуб «Лукойл-Спартак», в складі якого став чотириразовим чемпіоном Росії (1997, 1999, 2003, 2004) і шестиразовим володарем Кубка Росії (1998, 2000, 2001, 2002, 2003, 2004).
З 1995 року виступав за збірну Росії. 

## Міжнародні турніри
- Бронзовий призер чемпіонату Европи 1997 (Севілья)
- переможець Ігор доброї волі 1998 (Нью-Йорк)
- Бронзовий призер чемпіонату світу 2001 (Фукуока)
- Переможець Світової ліги 2002 (Греція)
- Володар Кубка світу 2002 (Белград)
- Срібний призер Олімпіади в Сіднеї (2000)
- Бронзовий призер Олімпіади в Афінах (2004).

## Професійна діяльність
У 2004 році став капітаном команди «Синтез» (Казань), в складі якої виграв Кубок «Len Trophy» (2006—2007), чемпіонат Росії (2007) і Кубок Росії (2005).
У 2009 році оголосив про завершення спортивної кар'єри.
З 2009 по 2010 рік був директором басейну «Оргсинтез», з 2010 віце-президентом клубу «Синтез» (Казань), з січня 2011 р — головним тренером «Синтезу».
З 2013 року — член Громадської палати Республіки Татарстан.
У 2016 році обраний депутатом Держдуми VII скликання від партії Єдина Росія.

## Законотворча діяльність
З 2016 по 2019 рік, протягом виконання повноважень депутата Державної Думи VII скликання, виступив співавтором 84 законодавчих ініціатив та поправок до проектів федеральних законів.

## Нагороди
- Орден Дружби
- Медаль ордена «За заслуги перед Вітчизною» II ступеня[2]

## Клуби
- «Лукойл-Спартак» м. Волгоград, Росія (1994—2004)
- «Синтез» м. Казань, Татарстан (2004—2009)